# Коваль, Виталий Станиславович
Вита́лий Станисла́вович Кова́ль (укр. Віталій Станіславович Коваль; род. 28 июля 1981, Березно, Ровненская область) — украинский предприниматель. Министр аграрной политики и продовольствия Украины с 5 сентября 2024 года по 17 июля 2025 год. Председатель Фонда государственного имущества Украины с 21 ноября 2023 по 5 сентября 2024 года. Вице-президент ассоциации спортивной борьбы Украины. Член Национального олимпийского комитета Украины.
С 9 сентября 2019 по 21 ноября 2023 года — Председатель Ровненской областной государственной администрации.

## Биография
Отец — заслуженный тренер Украины Станислав Коваль.
Окончил Тернопольскую академию народного хозяйства (специальность «Банковское дело»), Львовскую бизнес-школу Украинского католического университета. Владеет английским и польским языками.
С 2004 по 2006 год работал в кредитном департаменте ОАО «Укргазбанк». С 2008 по 2009 год — директор ООО «Пробанк Консалт», г. Вишнёвое (Киевская область). С 2012 по 2014 год — гендиректор ООО «Инвесттрейдсервис», г. Киев. С 2014 года — гендиректор ООО «Санако», г. Киев, с 2015 года — гендиректор «ВВВ Монтаж», г. Киев.
Кандидат в мастера спорта по греко-римской борьбе. Он возглавляет общественную союз «Ровненская областная федерация греко-римской борьбы». Первый вице-президент Всеукраинской федерации греко-римской борьбы.
Коваль является заместителем председателя совета Всеукраинской дорожной ассоциации.
Глава фракции «Слуга народа» в Ровненском городском совете.
21 ноября 2023 года Верховная Рада назначила Виталия Коваля на должность председателя Фонда государственного имущества Украины.
3 сентября 2024 года Виталий Коваль написал заявление об отставке. 5 сентября Верховная рада уволила его с должности главы Фонда государственного имущества со второй попытки, после провального голосования 4 сентября из-за нехватки одного голоса. В тот же день назначен Верховной радой министром аграрной политики и продовольствия.

## Личная жизнь
Женат, имеет двух дочерей.